# Strida

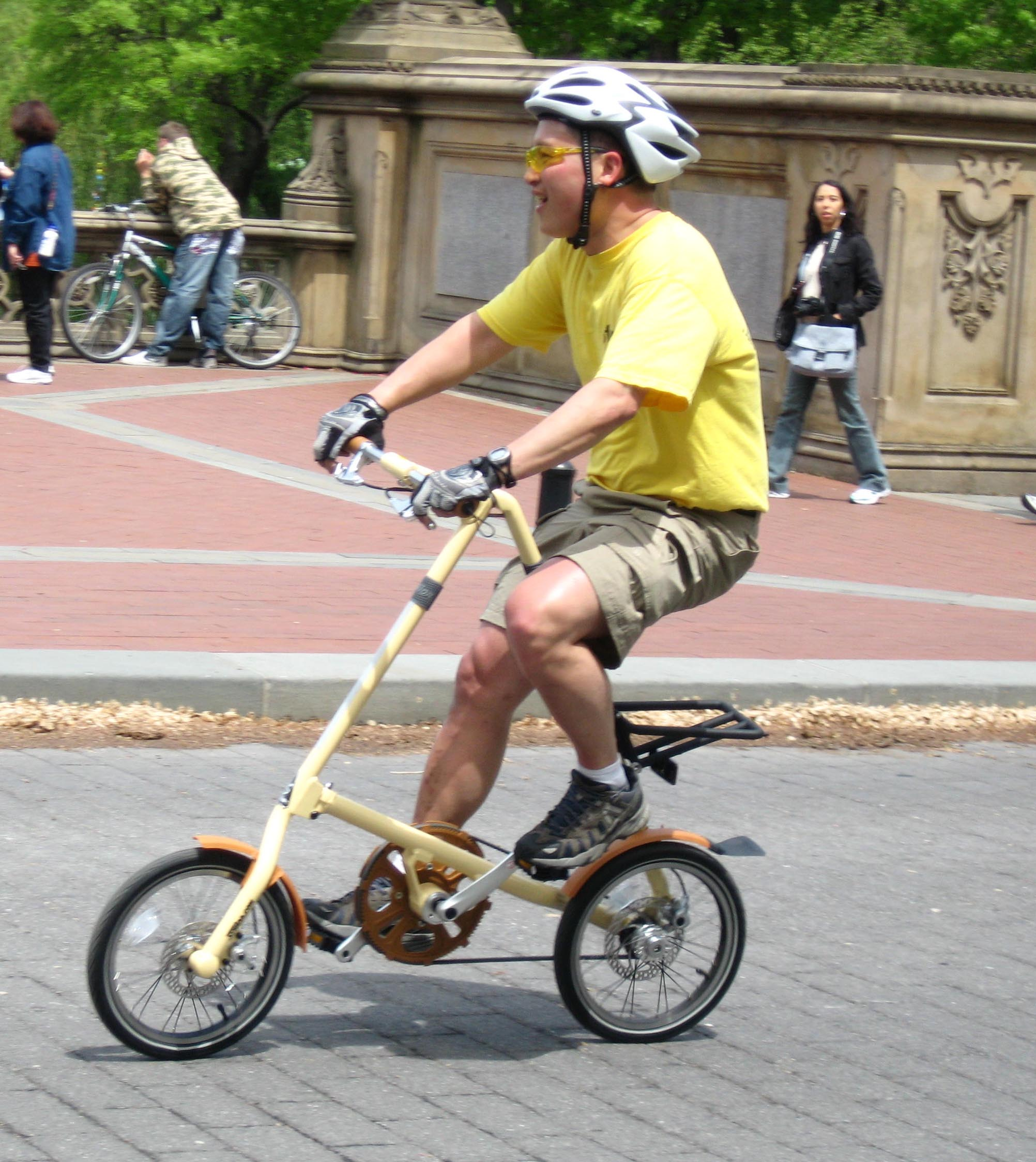
In Aktion

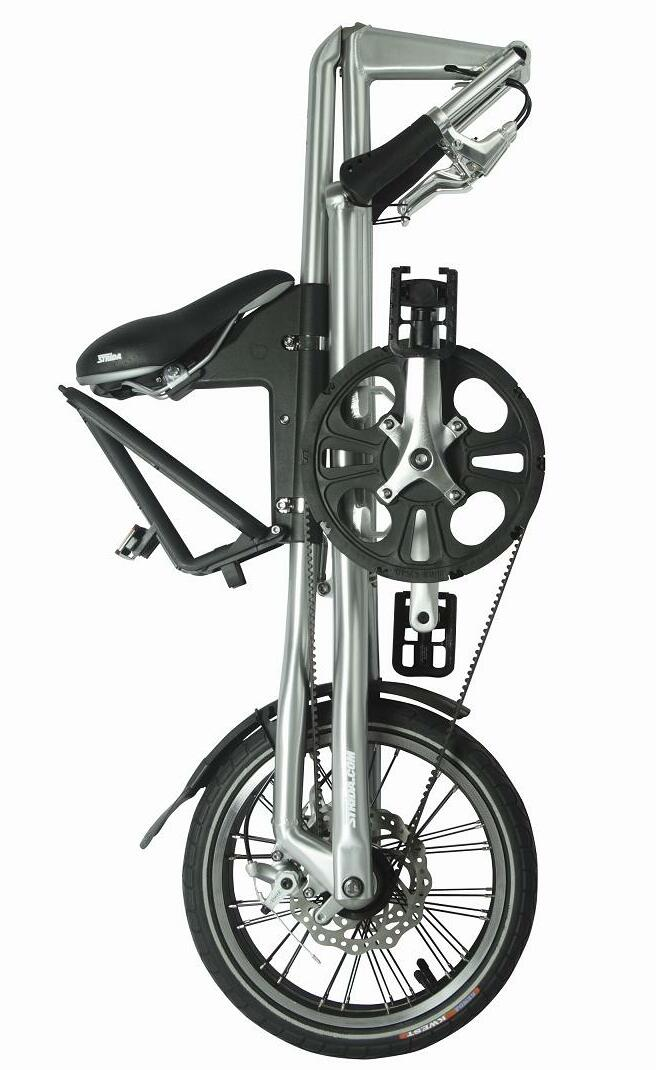
Strida 5 im gefalteten Zustand

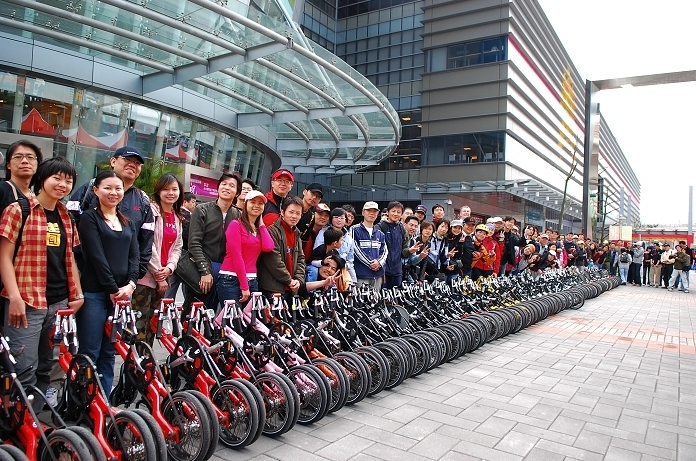
Strida-Fahrer in Taipeh

Das Strida ist ein tragbares, riemengetriebenes Faltrad, das der britische Designer Mark Sanders in den 1980er Jahren entwickelte. Die erste Version, das Strida 1, wurde 1987 noch in Glasgow gebaut. Das Modell 5.2 wurde seit 2009 vertrieben.

## Technische Details
Auffällig ist am Strida der A-förmige Rahmen, der dem Fahrrad die Gestalt eines großen Dreiecks gibt. Das Strida ist wahlweise mit 16- oder 18-Zoll-Rädern zu bekommen. Technische Besonderheiten sind der Riemenantrieb anstelle der konventionellen Fahrradkette sowie zwei Scheibenbremsen. Auch hat es keine normale Gabel oder Schwinge. Die Räder sind vorne und hinten einseitig aufgehängt, was spezielle Naben erfordert.

## Vorteile
Zusammengefaltet hat das Strida eine längliche Form, wodurch es geschoben und gut verstaut werden kann. Das Rad gilt als wartungsarm, stabil und einfach in der Handhabung.

## Nachteile
Während die einseitige Radaufhängung beim Strida Vorteile für den Faltmechanismus bringt, erfordert dies spezielle Naben und verhindert die Verwendung von üblichen Schaltnaben und Nabendynamos.